# 54-я армия (Япония)
54-я армия (яп. 第54軍) — воинское подразделение японской Императорской армии, действовавшее во время Второй мировой войны.
Сформирована 19 июня 1945 года под командованием генерал-лейтенанта Нобуо Кобаяси, подчинялась 13-му фронту. Основной задачей было противодействие вторжению Союзников в районе центральной части острова Хонсю в рамках планировавшейся ими операции «Даунфол».
Армия, в основном, дислоцировалась в городе Синсиро (префектура Айти) и, в силу своего местоположения, должна была охранять районы Нагоя и Тюбу. Большая часть её солдат состояла из плохо обученных резервистов, недавно призванной молодёжи и ополчения.
После капитуляции Японии 15 августа 1945 года, армия была расформирована, так и не поучаствовав в боевых действиях.

## Состав
- 143-я пехотная дивизия
- 224-я пехотная дивизия
- 355-я пехотная дивизия
- 97-я отдельная смешанная бригада
- 119-я отдельная смешанная бригада
- 120-я отдельная смешанная бригада
- армейская артиллерия и части непосредственного подчинения: